# Hadjina mandarina
Hadjina mandarina là một loài bướm đêm trong họ Noctuidae.